# Gran Premio motociclistico d'Austria 1971
Il Gran Premio motociclistico d'Austria fu il primo appuntamento del motomondiale 1971.
Primo GP d'Austria valido per il Mondiale, si svolse il 9 maggio 1971 presso il Salzburgring alla presenza di 35.000 spettatori, e corsero tutte le classi.
Usuale doppietta per Giacomo Agostini in 350 e 500; nella "mezzo litro" (gara con solo sette piloti al traguardo) Agostini doppiò tutti i suoi avversari.
In 250, Silvio Grassetti portò alla vittoria la MZ dopo otto anni.
Ángel Nieto vinse la gara della 125 in volata su Gilberto Parlotti e Barry Sheene. Lo spagnolo fu solo secondo in 50, dietro alla Kreidler-Van Veen di Jan de Vries.
Nei sidecar, vittoria per Arsenius Butscher.

## Classe 500

### Arrivati al traguardo
| Pos. | Pilota           | Moto          | Tempo        | Punti |
| ---- | ---------------- | ------------- | ------------ | ----- |
| 1    | Giacomo Agostini | MV Agusta     | 1h 06' 19" 9 | 15    |
| 2    | Keith Turner     | Suzuki        | +1 giro      | 12    |
| 3    | Eric Offenstadt  | SMAC-Kawasaki | +1 giro      | 10    |
| 4    | Jack Findlay     | Suzuki        | +2 giri      | 8     |
| 5    | Lothar John      | Yamaha        | +2 giri      | 6     |
| 6    | Billie Nelson    | Paton         | +3 giri      | 5     |
| 7    | Alberto Pagani   | LinTo         | +9 giri      | 4     |

### Ritirati
| Pilota               | Moto      | Motivo ritiro |
| -------------------- | --------- | ------------- |
| Roberto Gallina      | Paton     |               |
| Silvano Bertarelli   | Kawasaki  |               |
| John Dodds           | König     |               |
| Alois Maxwald        | LinTo     |               |
| Max Wiener           | Aermacchi |               |
| Christian Ravel      | Kawasaki  |               |
| Hannu Kuparinen      | Suzuki    |               |
| Werner Bergold       | Kawasaki  |               |
| Theo Louwes          | Kawasaki  |               |
| Maurice Hawthorne    | Kawasaki  |               |
| Kurt-Ivan Carlsson   | Yamaha    |               |
| Walfried Weingartner | Matchless |               |
| Gianpiero Zubani     | Kawasaki  |               |
| Ginger Molloy        | Kawasaki  |               |
| Gyula Marsovszky     | LinTo     |               |
| Ernst Hiller         | Kawasaki  |               |
| Karl Auer            | Matchless |               |
| Hans Braumandl       | Matchless |               |

## Classe 350
35 piloti alla partenza, 11 al traguardo.

### Arrivati al traguardo
| Pos. | Pilota             | Moto      | Tempo      | Punti |
| ---- | ------------------ | --------- | ---------- | ----- |
| 1    | Giacomo Agostini   | MV Agusta | 52' 00" 36 | 15    |
| 2    | Werner Pfirter     | Yamaha    | +1' 21" 44 | 12    |
| 3    | Steve Ellis        | Yamaha    | +1' 27" 83 | 10    |
| 4    | Kurt-Ivan Carlsson | Yamaha    | +1 giro    | 8     |
| 5    | Bosse Granath      | Yamaha    | +1 giro    | 6     |
| 6    | Jarno Saarinen     | Yamaha    | +1 giro    | 5     |
| 7    | Jerry Lancaster    | Yamsel    | +1 giro    | 4     |
| 8    | Billie Nelson      | Yamaha    | +1 giro    | 3     |
| 9    | Maurice Hawthorne  | Yamaha    | +1 giro    | 2     |
| 10   | Ernst Fagerer      | Yamaha    | +2 giri    | 1     |
| 11   | Bohumil Staša      | ČZ        | +3 giri    |       |

## Classe 250
35 piloti alla partenza, 18 al traguardo.

### Arrivati al traguardo
| Pos | Pilota           | Moto   | Tempo      | Punti |
| --- | ---------------- | ------ | ---------- | ----- |
| 1   | Silvio Grassetti | MZ     | 45' 28"    | 15    |
| 2   | Günter Bartusch  | MZ     | +7" 41     | 12    |
| 3   | Gyula Marsovszky | Yamaha | +55" 92    | 10    |
| 4   | Kent Andersson   | Yamaha | +1' 13" 7  | 8     |
| 5   | János Drapál     | Yamaha | +1' 22" 85 | 6     |
| 6   | Bosse Granath    | Yamaha | +1' 32" 22 | 5     |
| 7   | Guido Mandracci  | Yamaha | +1 giro    | 4     |
| 8   | Jarno Saarinen   | Yamaha |            | 3     |
| 9   | Jerry Lancaster  | Yamsel |            | 2     |
| 10  | Steve Ellis      | Yamaha |            | 1     |

## Classe 125

### Arrivati al traguardo
| Pos | Pilota            | Moto       | Tempo      | Punti |
| --- | ----------------- | ---------- | ---------- | ----- |
| 1   | Ángel Nieto       | Derbi      | 40' 30" 79 | 15    |
| 2   | Gilberto Parlotti | Morbidelli | +0" 16     | 12    |
| 3   | Barry Sheene      | Suzuki     | +0" 35     | 10    |
| 4   | Dieter Braun      | Maico      | +3" 18     | 8     |
| 5   | Gert Bender       | Maico      | +1' 27" 71 | 6     |
| 6   | Cees van Dongen   | Yamaha     | +1 giro    | 5     |
| 7   | Thomas Heuschkel  | MZ         | +1 giro    | 4     |
| 8   | Luigi Rinaudo     | Aermacchi  | +1 giro    | 3     |
| 9   | Friedhelm Kohlar  | MZ         | +1 giro    | 2     |
| 10  | Bernd Köhler      | MZ         | +1 giro    | 1     |
| 11  | Aalt Toersen      | Maico      | +2 giri    |       |
| 12  | Otello Buscherini | Villa      |            |       |

## Classe 50

### Arrivati al traguardo
| Pos | Pilota                  | Moto     | Tempo      | Punti |
| --- | ----------------------- | -------- | ---------- | ----- |
| 1   | Jan de Vries            | Kreidler | 27' 11" 37 | 15    |
| 2   | Ángel Nieto             | Derbi    | +1' 08" 01 | 12    |
| 3   | Rudolf Kunz             | Kreidler | +1' 09" 04 | 10    |
| 4   | Federico van der Hoeven | Derbi    | +1' 19" 23 | 8     |
| 5   | Aalt Toersen            | Jamathi  | +1 giro    | 6     |
| 6   | Juan Parés March        | Derbi    | +1 giro    | 5     |
| 7   | Manfred Kugler          | Kreidler | +1 giro    | 4     |
| 8   | Hans-Jürgen Hummel      | Kreidler | +1 giro    | 3     |
| 9   | Harald Bartol           | Kreidler | +1 giro    | 2     |
| 10  | Ulrich Graf             | Kreidler | +2 giri    | 1     |
| 11  | J. Kullmer              | Reimo    |            |       |

## Classe sidecar
Per le motocarrozzette si trattò della 124ª gara effettuata dall'istituzione della classe nel 1949; si sviluppò su 25 giri, per una percorrenza di 105,950 km.
Giro più veloce di Arsenius Butscher/Josef Huber (BMW) in 1' 36" 9 a 157,420 km/h.

### Arrivati al traguardo
| Pos | Pilota               | Passeggero      | Moto      | Tempo Distacco | Punti |
| --- | -------------------- | --------------- | --------- | -------------- | ----- |
| 1   | Arsenius Butscher    | Josef Huber     | BMW       | 40' 55"        | 15    |
| 2   | Georg Auerbacher     | Hermann Hahn    | BMW       | +19" 22        | 12    |
| 3   | Richard Wegener      | Adi Heinrichs   | BMW       | +1' 00" 44     | 10    |
| 4   | Jean-Claude Castella | Albert Castella | BMW       | +1' 12"        | 8     |
| 5   | Horst Owesle         | Julius Kremer   | Münch-URS | +1' 12" 33     | 6     |
| 6   | Wolfgang Klenk       | Roland Veil     | BMW       | +1 giro        | 5     |
| 7   | Hanspeter Hubacher   | John Blum       | BMW       | +1 giro        | 4     |
| 8   | Hermann Binding      | Helmut Fleck    | BMW       | +1 giro        | 3     |
| 9   | Hermann Schmid       | André Mayenzet  | BMW       | +1 giro        | 2     |
| 10  | Siegfried Maier      | Harald Mathews  | BMW       | +2 giri        | 1     |

## Fonti e bibliografia
- Motociclismo, luglio 1971.
- Risultati della 500 su autosport.com, su autosport.com.